# Căpreni
Căpreni è un comune della Romania di 2487 abitanti, ubicato nel distretto di Gorj, nella regione storica dell'Oltenia.
Il comune è formato dall'unione di 8 villaggi: Aluniș, Brătești, Bulbuceni, Căpreni, Cetatea, Cornetu, Dealu Spirei, Satu Nou.